# Siagrio
Afranio Siagrio (in latino Afranius Syagrius; probabilmente Lione, 430 – Novidunum, 487) è stato un generale e politico romano che regnò con il titolo di Rex Romanorum nel nord della Gallia, su di un'entità nota come Regno di Soissons. Figlio di Egidio, fu l'ultimo magister militum per Gallias.

## Biografia
Il padre Egidio era discendente dell'importante famiglia senatoria gallo-romana dei Syagrii, originari di Lugdunum. Il padre Egidio era magister militum per Gallias dal 456 e quindi comandante in capo delle truppe in Gallia. Dopo che il suo amico imperatore Maggioriano fu giustiziato nel 461 per ordine dell'influente magister militum Ricimero, Egidio entrò in conflitto con il governo romano d'Occidente a Ravenna. Nel 461/62, Agrippino, rivale di Egidio e ora nuovo comandante gallico, mobilitò i Visigoti contro Egidio su ordine di Ricimero, che riuscì a sconfiggere a Orléans nel 463. Tuttavia, Egidio dovette sottrarsi alla pressione esistente e stabilì un dominio nell'area a nord della Loira fino alla Somme. In sostanza, Egidio agì come un signore della guerra tardo-romano che approfittò delle circostanze contemporanee e rivendicò per sé una parte del fatiscente Impero romano d'Occidente.
Dopo la morte del padre (464) e in seguito al collasso dell'Impero romano d'Occidente ed alla conseguente perdita di controllo da parte di Ravenna della Gallia, Siagrio mantenne e sviluppò il dominio del padre, creando un regno indipendente tra la Somme e la Loira, stretto tra il regno dei Visigoti e i territori dei Franchi Sali.
Nonostante l'isolamento dalle parti superstiti dell'Impero romano, Siagrio riuscì a mantenere un certo grado di autorità romana nella Gallia settentrionale per vent'anni e il suo Stato sopravvisse alla fine dell'Impero d'Occidente stesso, gli ultimi imperatori furono rovesciati o uccisi nel 476 e nel 480. Siagrio riuscì a tenere a bada i vicini Franchi Sali, che erano internamente divisi sotto re tra cui Childerico. Tuttavia, si sa che Childerico era venuto in precedenza in aiuto dei Gallo-Romani, unendosi all'ufficiale di nome Paolo nelle operazioni contro i Sassoni, che a un certo punto si impadronirono di Angers.
Alla morte di Childerico, nel 481, gli succedette il figlio Clodoveo. Mentre Childerico non vedeva la necessità di rovesciare l'ultimo punto d'appoggio romano in Occidente, Clodoveo radunò un esercito, lanciò una sfida e incontrò le forze di Siagrio. Si conoscono pochi dettagli dello scontro che seguì, la battaglia di Soissons, ma Siagrio fu decisamente sconfitto e fuggì. Il suo dominio passò ai Franchi.
Come scrisse in seguito Edward Gibbon, "sarebbe ingeneroso, senza una conoscenza più accurata della sua forza e delle sue risorse, condannare la rapida fuga di Siagrio, che dopo la perdita di una battaglia fuggì alla lontana corte di Tolosa",capitale di Alarico II, re dei Visigoti. Intimoriti dai Franchi vittoriosi, i Visigoti imprigionarono Siagrio, poi lo consegnarono a Clodoveo. Morì non molto tempo dopo, nel 487, pugnalato in segreto secondo Gregorio di Tours.
Il breve regno di Siagrio rappresentò dunque l'ultimo tentativo di mantenere un governo gallo-romano in Gallia: non a caso, egli venne riconosciuto e/o chiamato "Re dei Romani" dagli invasori barbari Franchi.